# Alexa Ray Joel
Alexa Ray Joel (Manhattan, 29 de desembre de 1985) és una cantant, pianista i compositora estatunidenca. Es coneix sobretot per ser la filla del cantant Billy Joel i de la model Christie Brinkley. El seu segon nom Ray es deu a l'admiració de son pare pel cantant Ray Charles, amb el que va gravar la cançó "Baby Grand". Ha actuat en nombrosos esdeveniments benèfics i esdeveniments de moda de la ciutat de Nova York.

## Joventut
A través de la seva mare, té un mig germà, Jack Paris Brinkley (né Taubman, nascut el 2 de juny de 1995) i una germanastra, Sailor Brinkley Cook (nascut l'1 de juliol de 1998). Joel també té dues germanastres per part del seu pare anomenades Della Rose (nascuda el 12 d'agost de 2015) i Remy Anne (nascuda el 22 d'octubre de 2017).
El seu pare va escriure la seva cançó de 1993 "Lullabye (Goodnight, My Angel)" per a ella. És la seva autoproclamada cançó preferida que ha escrit. La seva cançó de 1989, "The Downeaster Alexa", porta el títol d'un vaixell que va posar el seu nom, però tracta sobre les lluites dels pescadors de Long Island. També es fa referència a la cançó del seu pare de 1989 "Leningrad" (amb lletra: "... Va fer riure a la meva filla, després ens vam abraçar..."), en la qual "Ell" es refereix a un home rus que es va convertir en un pallasso de circ. després d'estar a l'Exèrcit Roig.

Alexa Joel és coneguda per la seva pròpia composició melòdica i ha assenyalat que la seva educació musical li va donar una "visió interior única del procés d'escriptura de cançons", i que
| « | "No és estrany que escric música de la mateixa manera que ho fa (el meu pare): Primer la melodia i la lletra en segon lloc." | » |

Joel va dir que als 15 anys, estava acabant cançons completes amb acompanyament de piano i escrivint poesia.

## Carrera
El 2005, als 19 anys, Joel va muntar una banda i va fer el seu primer espectacle en directe a Maxwell's a Hoboken, Nova Jersey, El 2006, Joel va tocar a prop de 100 espectacles, inclosa una gira de Hard Rock Cafe. finalitzat el maig de 2006.
Esbossos

Joel va publicar i va distribuir de manera independent l'EP de sis cançons Sketches l'agost de 2006. Joel va explicar:
| « | "Es diu 'Sketches' perquè és com esbossos en brut... De fet, aproximadament tres de les cançons es van fer en una sola presa." | » |

Joel va dissenyar i il·lustrar la portada del CD, l'embalatge i les insercions que incloïen el seu escrit a mà. Els esbossos també van incloure una versió pop/rock de "Don't Let It Bring You Down" de Neil Young.
Després d'esbossos
Joel va actuar al New Orleans Jazz & Heritage Festival (abril de 2007), al Bonnaroo Music & Arts Festival de 2007 (juny de 2007) i a l'Albany Riverfront Jazz Festival (setembre de 2007).
Joel va actuar a l'escenari amb el seu pare durant el 2008 Rainforest Foundation Fund Benefit Concert al Carnegie Hall el 8 de maig de 2008. Altres esdeveniments benèfics en què ha actuat Joel inclouen el concert benèfic "Save Sag Harbor" (2008), el benefici "Stage For The Cure" per al càncer pediàtric (Nova York, 2008), un benefici per a " The Art of Elysium" (artistes per a nens greument malalts; The Hamptons, 2009), un benefici per a Habitat for Humanity (Long Beach, Nova York, 2010), el benefici del "Dia del dret a jugar" (Sag Harbour, Nova York, 2010), i la Fundació Eric Trump beneficien per a l'Hospital de Recerca Infantil St. Jude (Nova York, 2010). També ha donat suport als drets dels animals, inclòs l'Animal Haven's Speakeasy Bash (Nova York, 2012).
Joel i el seu pare van interpretar la cançó "Baby Grand" en una recaptació de fons per a les eleccions de Barack Obama al Hammerstein Ballroom el 16 d'octubre de 2008.
Joel va debutar el seu senzill "Invisible" a The Wendy Williams Show l'octubre de 2009, la cançó es va descriure com una "balada impulsada pel piano... sobre una mala ruptura".

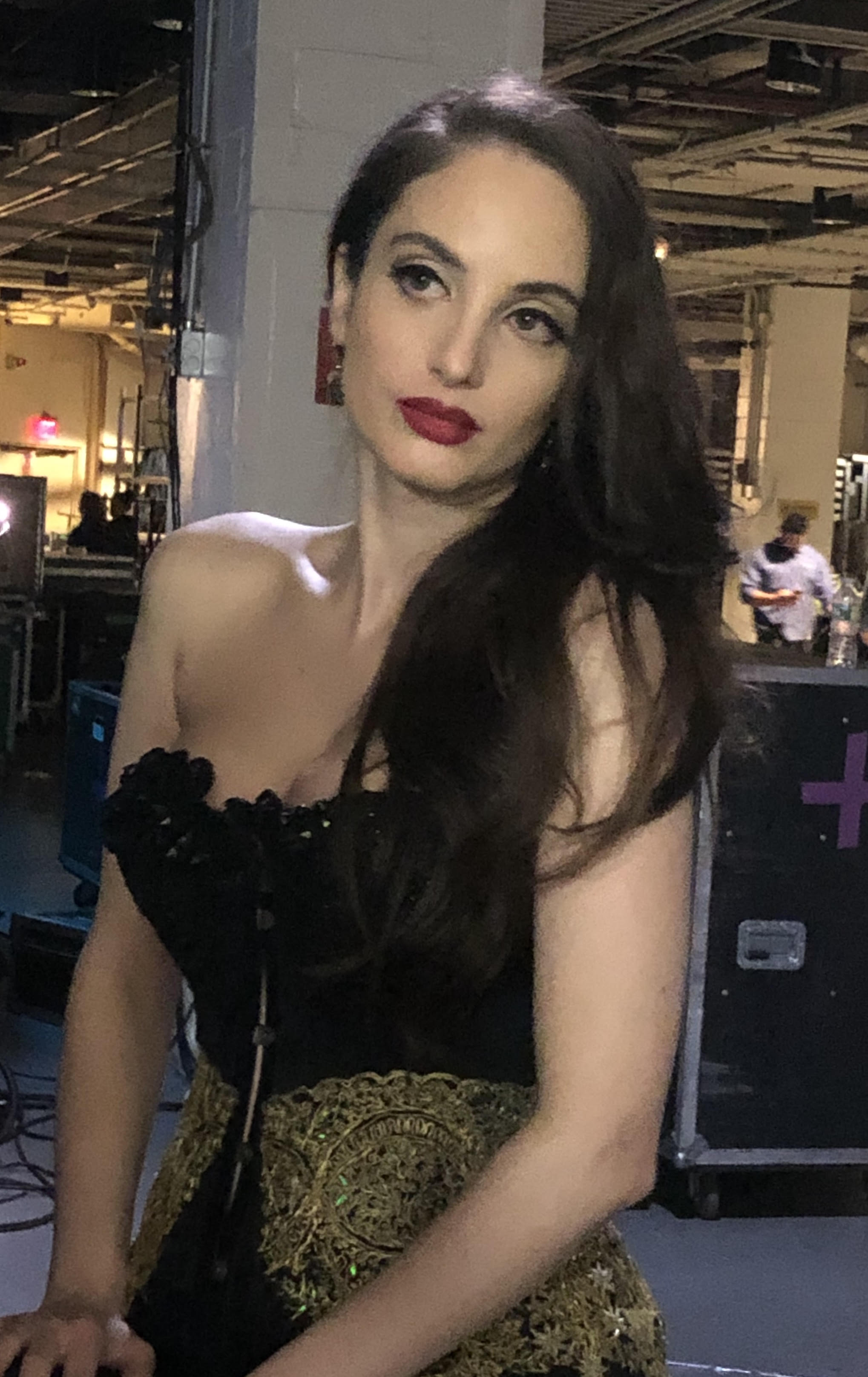
Joel el 2018

El senzill d'Alexa Joel, "Notice Me", publicat el 24 de maig de 2010, va ser catalogat com a "Hit-Bound song" al canal de ràdio per satèl·lit Sirius XM Hits 1 l'agost de 2010. Newsday va descriure el senzill com a "intel·ligència sense preocupacions" i "riffs de guitarra inflables i un cor instantàniament humiliable" que va fer que el treball de Joel "sonés com Regina Spektor creuat amb Katy Perry". "Notice Me" és la primera col·laboració de Joel amb el productor, Tommy Byrnes i el seu primer des que va signar amb Long Beach, l'empresa de gestió de Nova York OCD Music Group/The Hang Productions. Joel va descriure el vídeo "Notice Me" com l'ús de la moda per mostrar tant un aspecte modern com un look retro vintage.
Joel va fer residències a la ciutat de Nova York, inclosa l'Oak Room de l'Hotel Plaza (finals de 2010-2011, va dir que va afegir un "ambient contemporani" al "local amb història") i el Café. Carlyle a l'hotel Carlyle (abril de 2014).

## Moda
Joel està actiu en esdeveniments de moda de Nova York. Va actuar a la "Fashion's Night Out" de Manhattan el 2009 (Elie Tahari), 2010 (Bloomingdale's), i 2011 (Bloomingdale's). Joel va entrevistar a celebritats i dissenyadors com a amfitriona del lloc web de xarxes socials Julib.com durant la Setmana de la Moda de Nova York el setembre de 2012 i febrer de 2013, i va actuar en el llançament del llibre Pretty Powerful: Beauty de Bobbi Brown. Stories to Inspire Confidence, que també apareix amb Brown a Today. El 2017, Joel va posar per al tema del vestit de bany de "Sports Illustrated" juntament amb la seva mare, Christie Brinkley, i la seva mitja germana, Sailor Brinkley Cook.
Va ser a la portada del número de bellesa de la revista BELLA el 2018.

## Avals
Al febrer de 2010, Joel va ser escollida la nova portaveu de la marca de xampú "Prell d'Ultimark Products", amb les cançons de Joel com a fons per als anuncis. Fonts del New York Post van dir que Joel es va convèncer d'acceptar el contracte de suport comercial a causa de l'oportunitat de promocionar la seva música. A més, es va dir que a Joel li agradava la idea de succeir a la seva mare Christie Brinkley, que era la cara de Prell el 1986.
Al setembre de 2013, Joel va formar part de la campanya publicitària de televisió "Back to Blue" de The Gap, interpretant una interpretació de la cançó del seu pare de 1977 "Just the Way You Are"

## Vida personal
El 5 de desembre de 2009, Joel va ingerir una gran quantitat de "Traumeel", una alternativa homeopàtica a l'Ibuprofèn. Es va informar que Joel havia pres "diverses pastilles"; un toxicòleg del Centre Mèdic de la NYU va dir que el fàrmac "no té cap ingredient actiu" i va indicar que era essencialment impossible la sobredosi ("bàsicament no prendríeu més res"). Entrevistada sis mesos més tard per ABC News, Joel es va descriure a si mateixa com "consternada i amb tant de dolor" després del final d'una relació romàntica de quatre anys, però no volia molestar a ningú ja que era la temporada de vacances. "No estava intentant suïcidar-me. Estava en pànic. No pensava gens clarament. Tenia tant de dolor i només volia adormir-ho." "La intenció era calmar-me perquè jo estava tenint un atac de pànic."
Joel va dir a la revista People que la seva intervenció del nas a l'abril de 2010 va arribar després de cinc anys de consideració, i havia de corregir un envà desviat i sentir-se millor amb ella mateixa, Joel havia estat "conscient de les fotos fetes del seu perfil". Joel va explicar que la seva cirurgia va esperar fins que "estigués en un lloc millor" que en el moment del seu incident de Traumeel quatre mesos abans, afirmant a més que "ha acabat amb la cirurgia plàstica".

En una entrevista de juliol de 2010 amb 20/20, Joel va parlar de "sortir de (les) ombres" dels seus "dos pares megastar" i de la recuperació de la seva crisi de desembre de 2009 amb depressió. Tot i que ella va reconèixer que li havia fet "por" ser "comparada amb una llegenda del rock and roll", es va dir que la seva confiança va ser "ajudada per una acceptació més àmplia" per part dels altres. Va dir que "no sóc una noia rossa amb ulls blaus i això està bé", va afegir que "Ultimark Products"" apropar-se a ella per ser la cara del xampú "Prell" va ser un "gran reforç de confiança", l'incident de Traumeel el desembre de 2009, va dir:
| « | "He d'aconseguir una nova banda, cançons completament noves, un pla de carrera completament nou. Tot va canviar després d'aquest incident". | » |

El 2013, Joel va començar a sortir amb el restaurador Ryan Gleason Es van comprometre l'1 de gener de 2018. A partir del 2021, el casament es va ajornar a causa de la pandèmia.